# Johannes Bosboom
Johannes Bosboom (Den Haag, 18 februari 1817 – aldaar, 14 september 1891) was een Nederlandse schilder en aquarellist, die vermaard was om zijn kerkinterieurs.

## Leven en werk
Hij was een zoon van Willem Johannes Bosboom, adjunct commies van het Ministerie van Financiën, en Agnieta Pouwlina Christina Willaars. Minister van Oorlog Nicolaas Bosboom (Den Haag, 30 september 1855 – aldaar, 14 november 1937) was de zoon van Johannes' tweelingbroer Nicolaas (Den Haag, 18 februari 1817 – aldaar, 12 november 1862).
Bosboom werd opgeleid door de schilders Bart van Hove en Wijnand Nuijen. Tussen 1831 en 1835 volgde hij lessen aan de Haagsche Teekenacademie en van 1839 tot 1840 opnieuw.
In 1835 maakte hij een reis in Duitsland en deed er Keulen en Koblenz aan, samen met Salomon Leonardus Verveer. In 1837 bezocht hij Antwerpen en in 1838 stak hij door naar Frankrijk, waar hij Rouen en Parijs aandeed, nu in het gezelschap van Cornelis Kruseman.
Op 3 april 1851 huwde hij de schrijfster Geertruida Toussaint.
Bosboom was lid van de Pulchri Studio, het Genootschap Arti Sacrum (Rotterdam) en de Hollandsche Teekenmaatschappij (Den Haag). Hij was leraar van Marie Bilders-van Bosse en Willem Frederik de Haas (1830-1880). Hij is nagevolgd door Jos Laurenty en had invloed op Johan Paul Constantinus Grolman. Hij werd in 1855 benoemd tot erelid van het Brusselse Société Royale Belge des Aquarellistes, in 1856 gevolgd door een benoeming tot ridder in de Leopoldsorde.
Bosboom was een voorloper van de Haagse School. De meesterlijke wijze waarop hij het impressionistische licht in zijn kerkinterieurs verwerkte, maakte hem tot een der belangrijkste Europese schilders in dit genre.

## Galerij

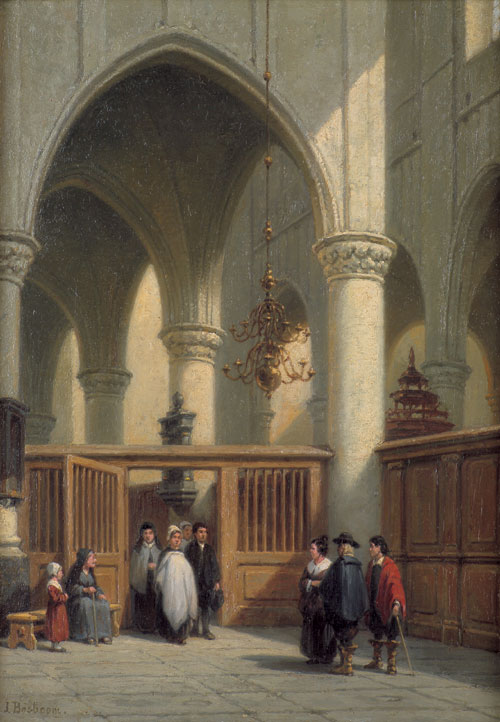
Kerkinterieur met kinderdoop, olieverf op hout, 30,5 x 22 cm
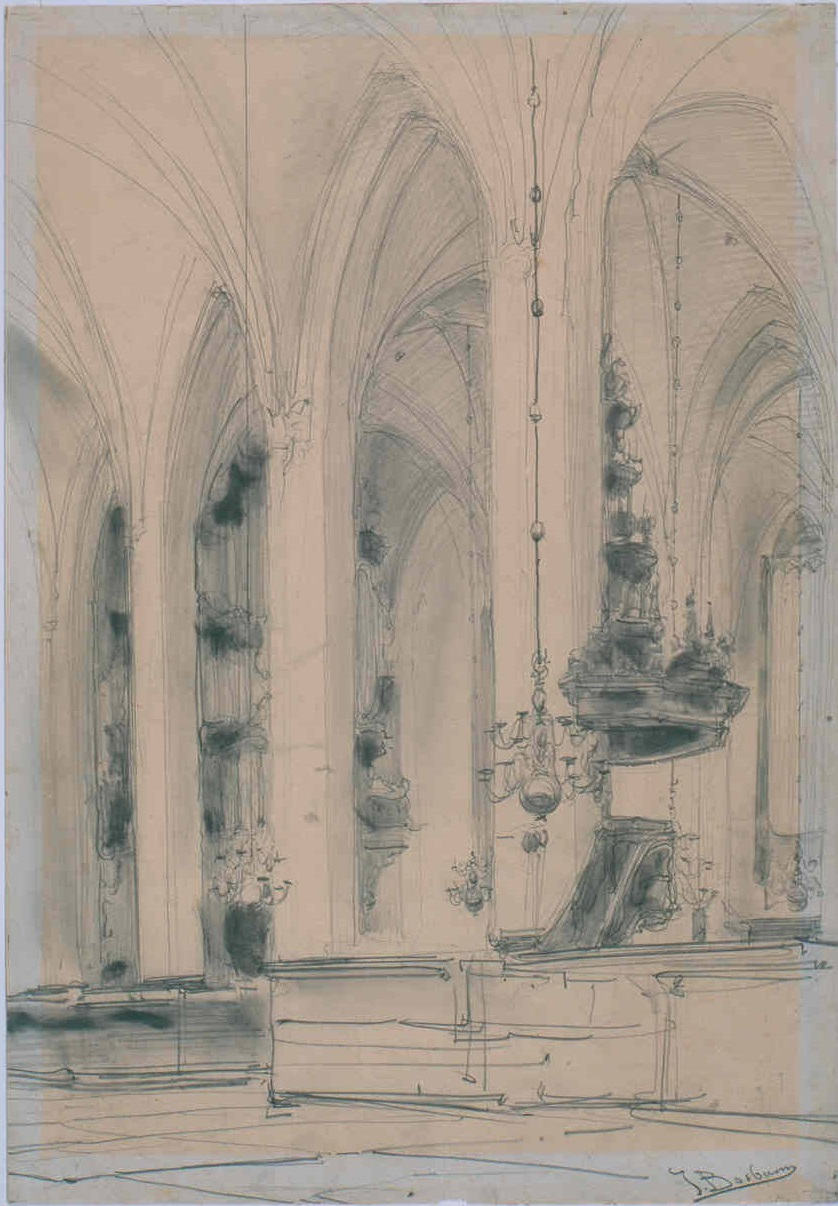
Een kerk-schets, jaar onbekend, Universiteitsbibliotheek Leiden
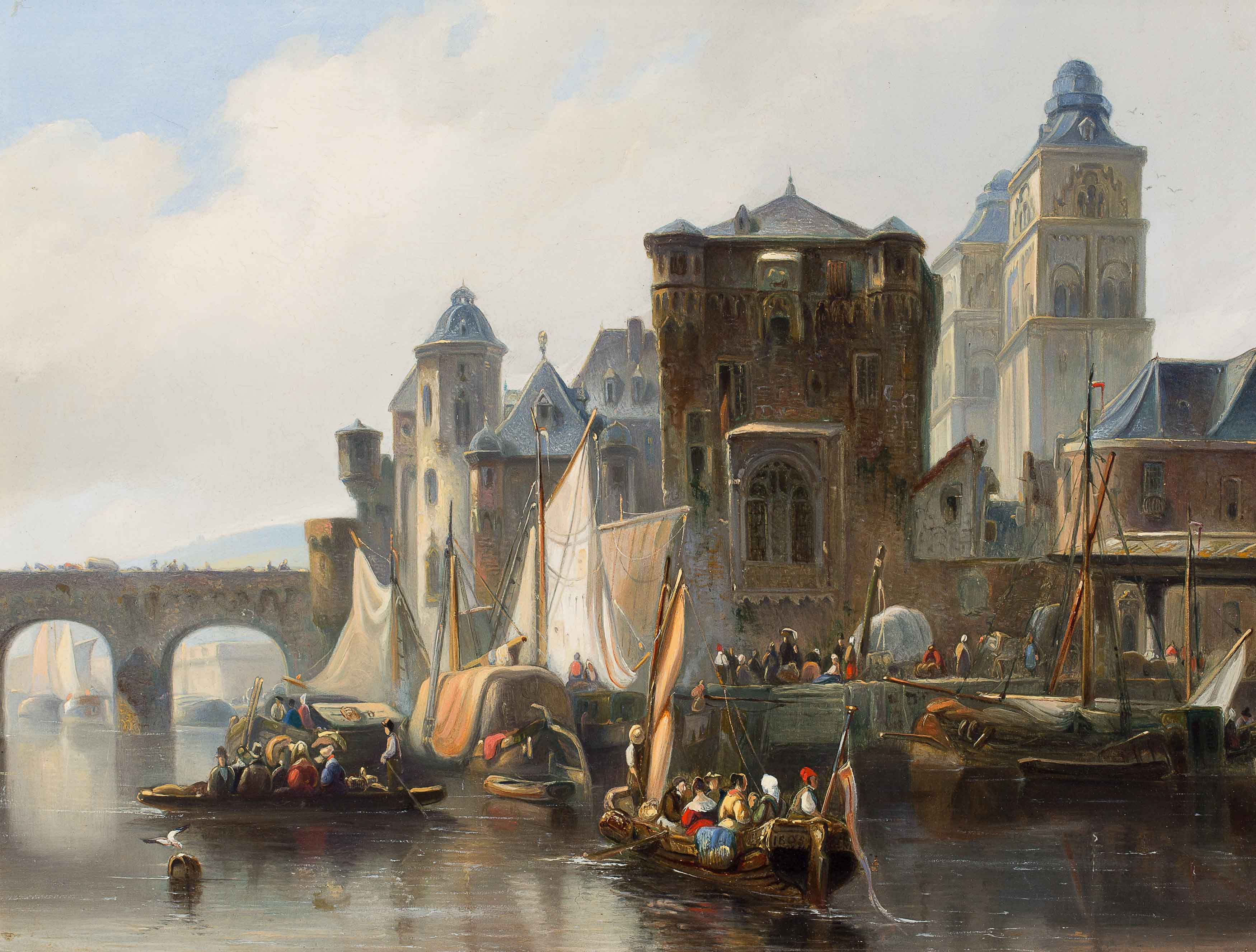
Gezicht te Koblenz, 1835
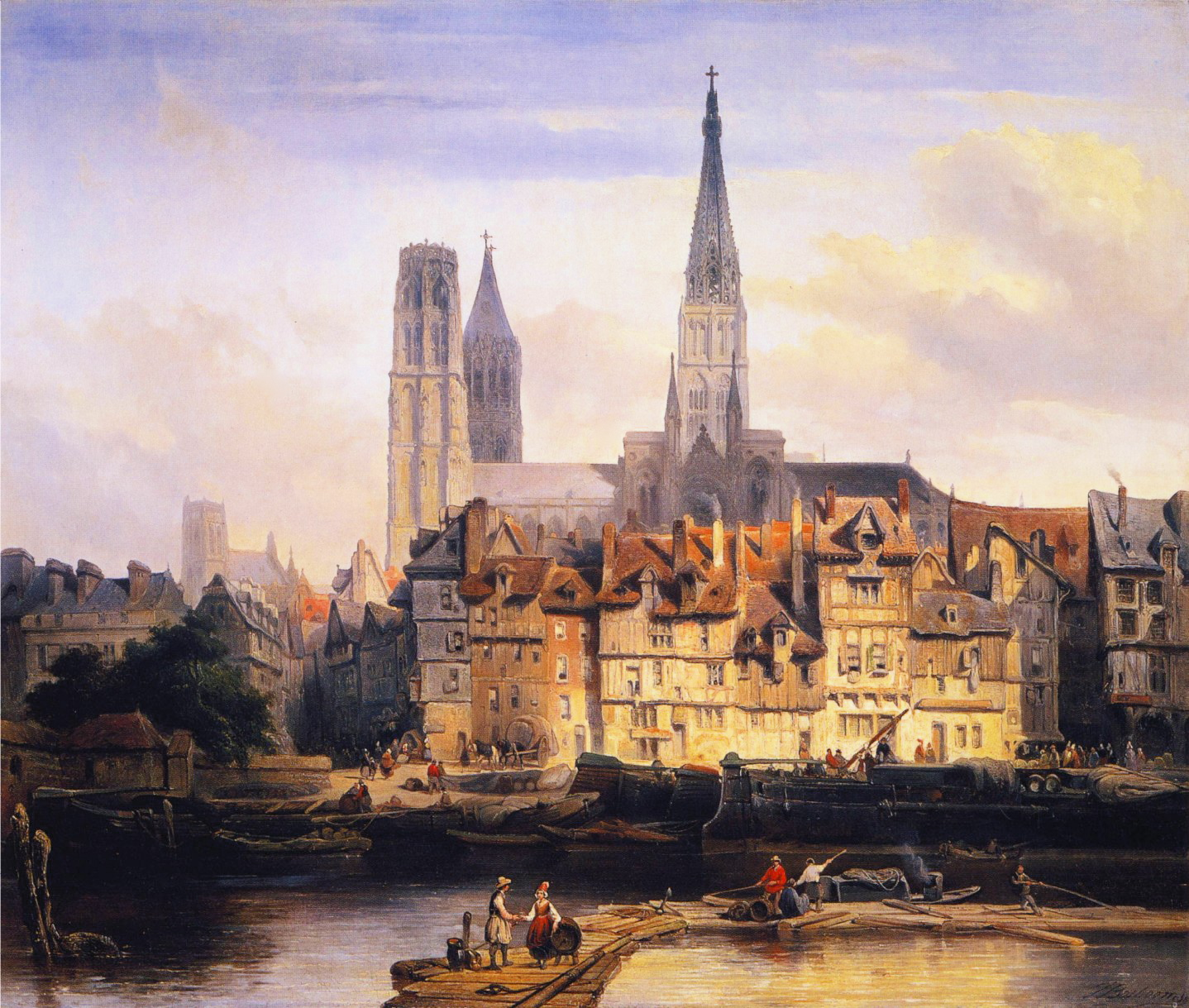
Gezicht op de Parijse kade en de hoofdkerk te Rouaan, 1839, Rijksmuseum Amsterdam
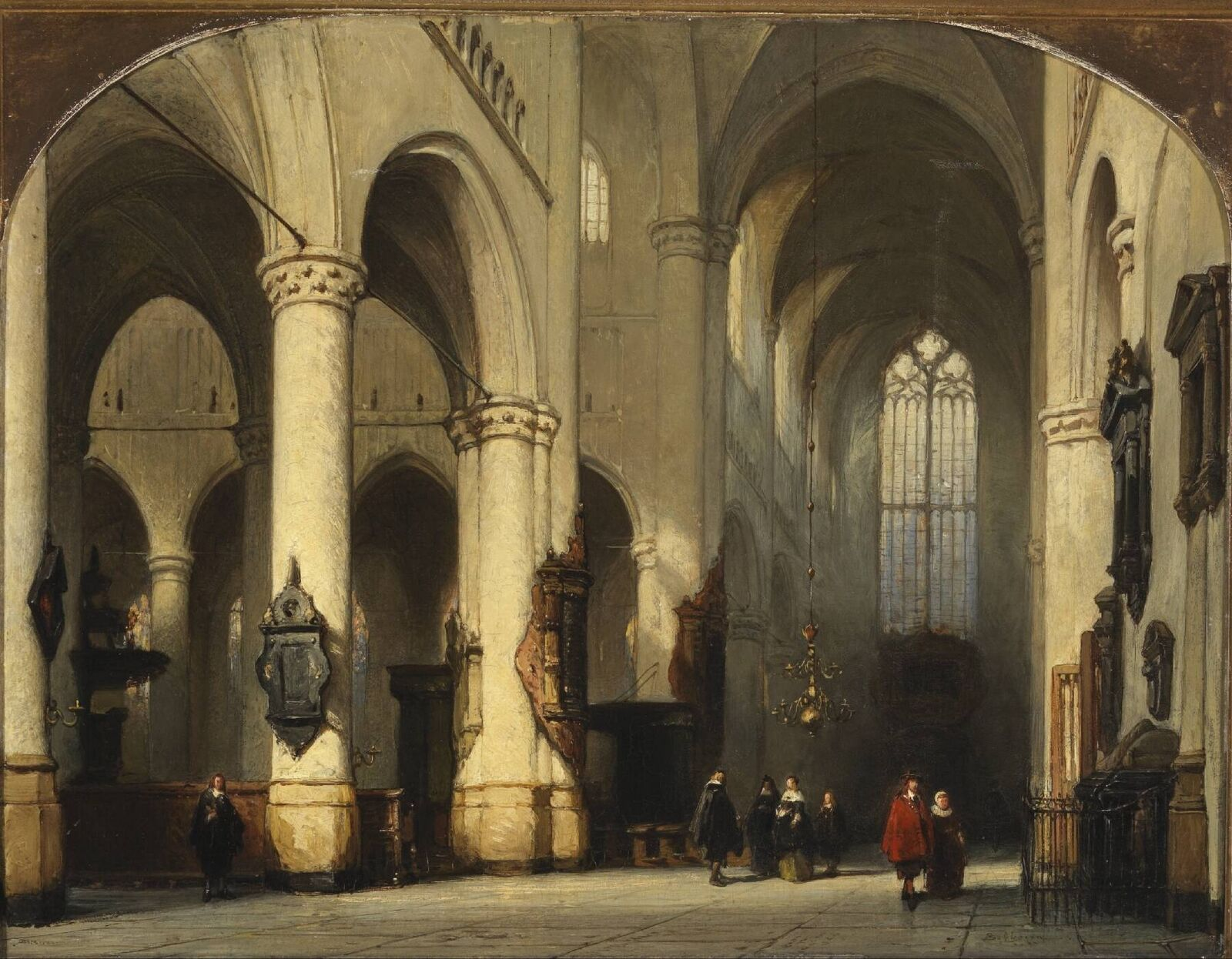
De Pieterskerk in Leiden, 1855, Museum Boijmans Van Beuningen, Rotterdam
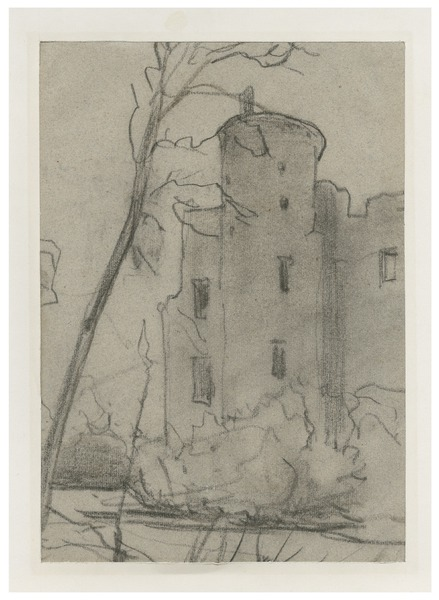
Ruïne van Kasteel de Haar, 1858, collectie van Kasteel de Haar, Haarzuilens
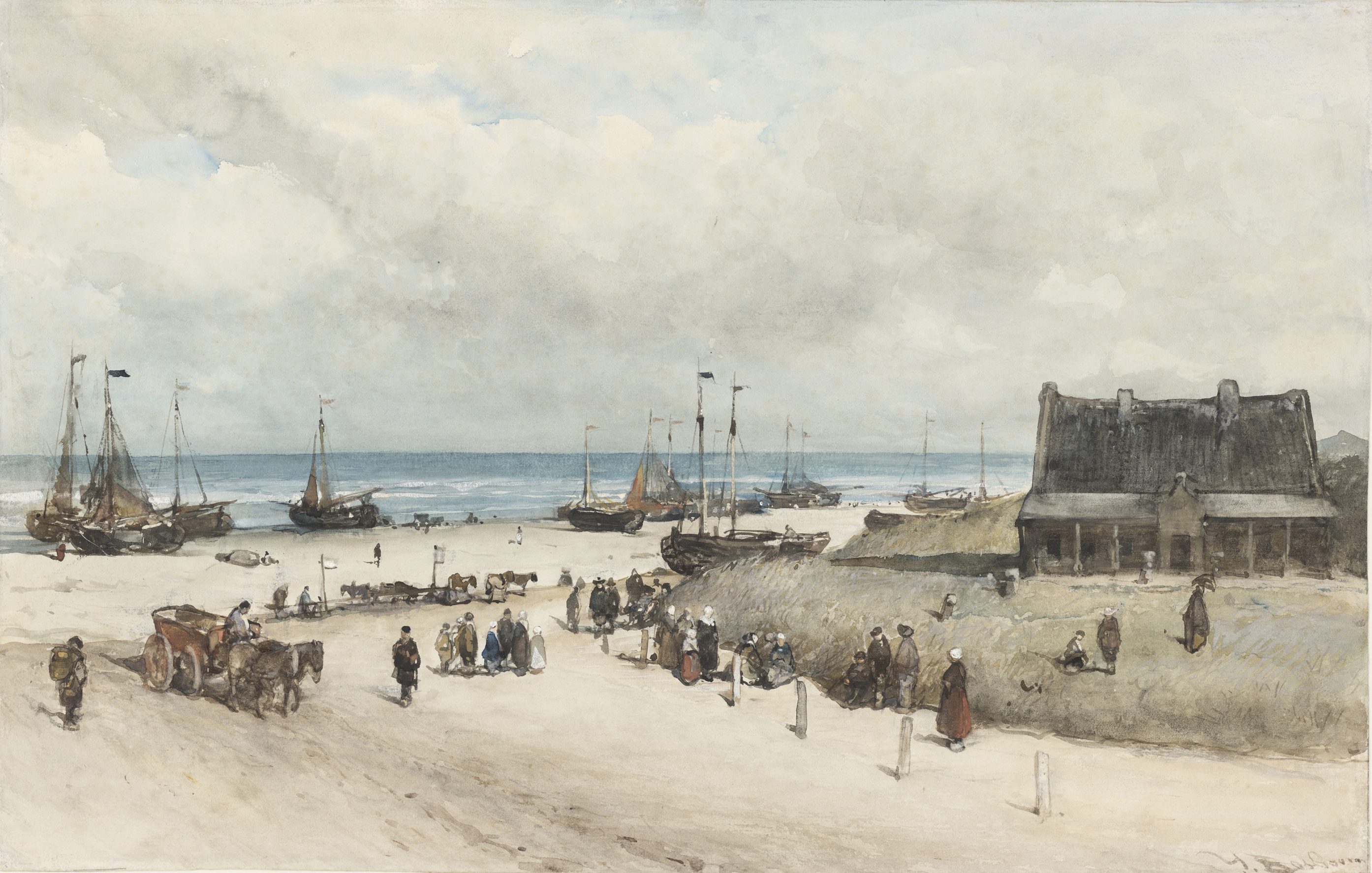
Het strand te Scheveningen, 1873, Rijksmuseum Amsterdam
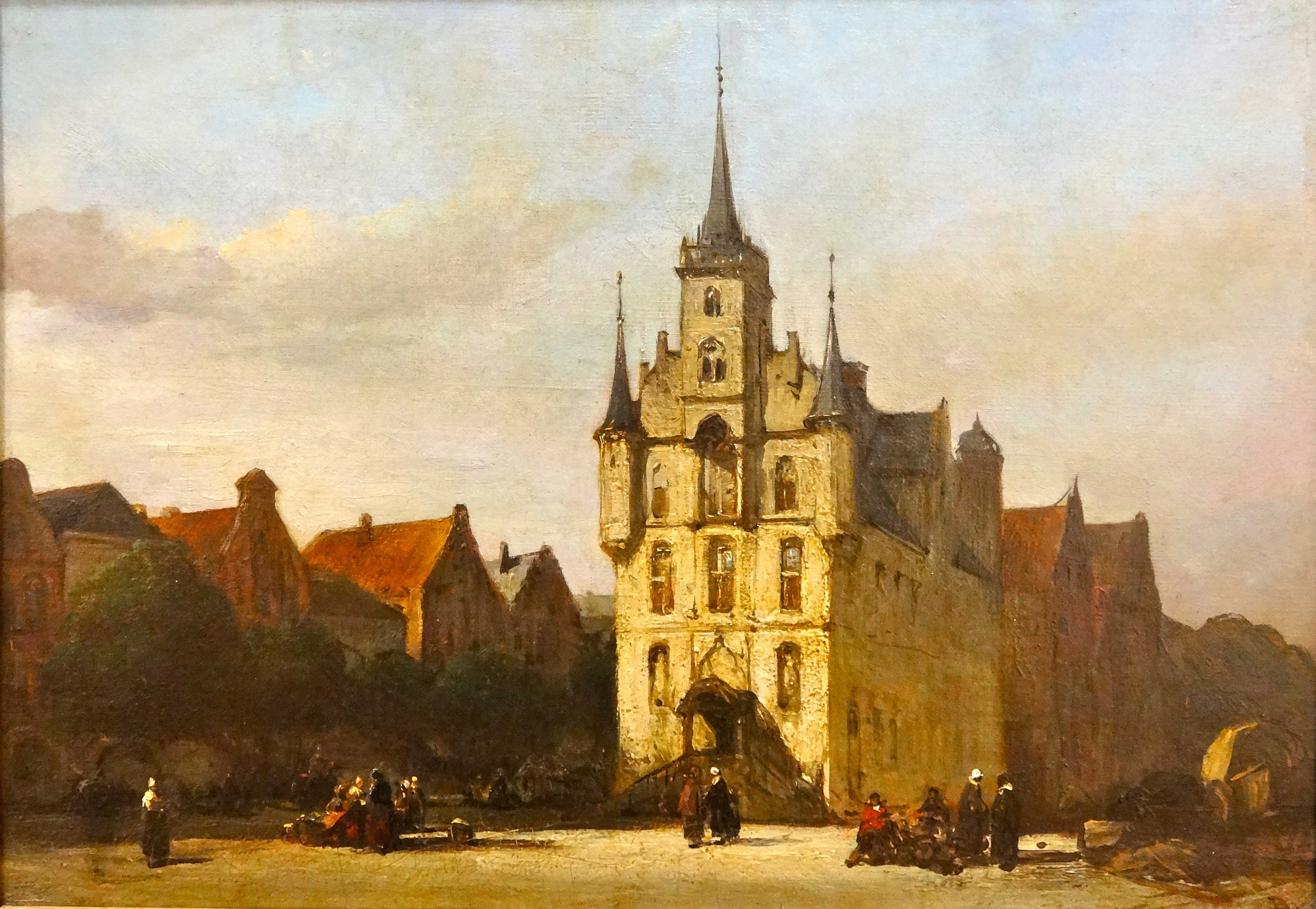
Markt met stadhuis van Gouda, 1880, Museum Gouda